# Hvozd (kraj ołomuniecki)
Hvozd – gmina w Czechach, w powiecie Prościejów, w kraju ołomunieckim. Według danych z dnia 1 stycznia 2012 liczyła 261 mieszkańców.
Dzieli się na cztery części:
- Hvozd
- Klužínek
- Otročkov
- Vojtěchov

Zobacz też:
- Hvozd